# Mohammad Moussavi
Pour les articles homonymes, voir Moussavi.
Mohammad Moussavi (né en 1946 à Ahvaz) est un musicien traditionnel iranien. Il joue du ney et en est l'un des meilleurs interprètes. Il fabrique lui-même ses flûtes.

## Biographie
Il a été l'élève de Hassan Kassayi. Il participe depuis 1966 aux programmes de la radio nationale et a effectué de nombreuses tournées internationales. Discret et solitaire, c'est une valeur sûre de la musique iranienne.